# Владимир Луњевица
Владимир Луњевица (Луњевица, 1872 – Горњи Милановац, 1909) био је српски књижевник.

## Биографија
Био је праунук Николе Луњевице, унук капетана Милића Н. Милићевића Луњевице, среског начелника у Пожеги, и син Милана М. Луњевице, помоћника окружног начелства. Имао је четири сестре – Јованку, Анку, Милицу и Јелену (која је такође писала песме).
Завршио је ниже разреде у горњомилановачкој гимназији „Таковски устанак”, а даље се образовао у трговачкој школи у Београду. Неко време радио је као општински писар Таковског среза.
Умро је у Горњем Милановцу.

## Књижевни рад
Објављивао је песме, приповетке и прозне саставе и преводио је са немачког. Његов књижевни рад штампан је у неколико листова и часописа, међу којима је и горњомилановачки лист „Таково”.
Као крајњи исход свог краткотрајног рада, био је уврштен у Лексикон писаца Југославије.

### Дела

#### Књиге песама
- Песма I (Ниш, 1905)
- Песма II (Крагујевац, 1906)
- Враголанка (Крагујевац, 1908)

#### Књига прозе
- Приповетке за младеж (Крагујевац, 1905)